# Asahi (Chiba)
Asahi (jap. 旭市 Asahi-shi) – miasto w środkowej Japonii, na głównej wyspie Honsiu (Honshū), w prefekturze Chiba. Ma powierzchnię 130,45 km². W 2020 r. mieszkało w nim 63 788 osób, w 24 172 gospodarstwach domowych  (w 2010 r. 69 074 osoby, w 23 121 gospodarstwach domowych).